# Xã Union, Quận Lincoln, Missouri
Xã Union (tiếng Anh: Union Township) là một xã thuộc quận Lincoln, tiểu bang Missouri, Hoa Kỳ. Năm 2010, dân số của xã này là 2.833 người.